# Centre Pilot Regional d'Educació Especial
Centre Pilot Regional d'Educació Especial és un edifici de Sant Just Desvern (Baix Llobregat) protegit com a Bé Cultural d'Interès Local.

## Descripció
Edifici de planta baixa i pis que destaca per la volumetria austera dels murs de fàbrica de maó, de rigorosa component horitzontal trencada només per la vegetació que neix de les seves jardineres. Les persianes corredisses de llibret blanc unifiquen la continuïtat dels paraments de la façana.